# 沃氏金鱨
沃氏金鱨，為輻鰭魚綱鯰形目脂鱨科的其中一種，為熱帶淡水魚，被IUCN列為瀕危保育類動物，分布於非洲迦納到安哥拉卡賓達淡水流域，體長可達11.5公分，棲息在底層水域，生活習性不明，可做為觀賞魚。

## 扩展阅读
維基物種上的相關：沃氏金鱨